# Macbeth
Macbeth, hay Vở bi kịch về Macbeth là vở bi kịch ngắn nhất của William Shakespeare được cho là viết vào khoảng 1603 và 1607. Cốt truyện của vở kịch dựa theo giai thoại về vị vua Macbeth xứ Scotland, Macduff, và Duncan trong cuốn sử biên niên của Holinshed viết năm 1587 về lịch sử Anh Quốc, Scotland và Ireland vốn khá quen thuộc với Shakespeare. Tuy nhiên, câu chuyện kể trong vở kịch lại không có mối liên hệ nào với các sự kiện thực tế trong lịch sử Scotland.
Macbeth là tên một vị tướng nhận được lời tiên tri từ ba mụ phù thủy rằng ông sẽ trở thành vua của xứ Scotland vào một ngày trong tương lai. Mù quáng bởi tham vọng và được thúc đẩy bởi người vợ của mình, Macbeth đã sát hại vua Duncan và chiếm ngôi. Sau đó ông bị hủy hoại bởi cảm giác tội lỗi và hoang tưởng. Bị bắt buộc phải sát hại nhiều người hơn nữa để tự bảo vệ mình khỏi sự thù hằn và đa nghi, ông đã trở thành một bạo chúa. Cuộc tắm máu và nội chiến đã nhanh chóng đưa Macbeth và phu nhân Macbeth vào sự điên loạn và cái chết.

## Nhân vật
- Duncan – vua của Scotland
- Malcolm – con trai cả của Duncan
- Donalbain – con trai út của Duncan
- Macbeth – một vị tướng trong quân đội của Vua Duncan; ban đầu là Thane xứ Glamis, rồi Thane xứ Cawdor, và sau này là vua của Scotland
- Phu nhân Macbeth – vợ của Macbeth, sau này là vương hậu Scotland
- Banquo – bạn của Macbeth và một vị tướng trong quân đội của vua Duncan
- Fleance – con trai của Banquo
- Macduff – Thane xứ Fife
- Phu nhân Macduff – vợ của Macduff
- Con trai của Macduff
- Ross, Lennox, Angus, Menteith, Caithness – Các thane Scotland
- Siward – tướng của lực lượng Anh
- Siward Con – con trai của Siward
- Seyton – một sĩ quan hậu cần của Macbeth
- Hecate – nữ vương phù thủy
- Ba mụ phù thủy
- Đại úy – trong quân đội Scotland
- Những kẻ giết người – được thuê bởi Macbeth
  - Kẻ giết người thứ ba
- Porter – người gác cổng nhà Macbeth
- Bác sĩ – bác sĩ của Phu nhân Macbeth
- Bác sĩ – trong triều đình Anh
- Quý bà – người chăm sóc Phu nhân Macbeth
- Hầu tước – người phản đối Macbeth
- Con ma thứ nhất – cái đầu bị chặt
- Con ma thứ hai – đứa trẻ đầy máu
- Con ma thứ ba – đứa trẻ hoàng tộc
- Người phục vụ, Người báo tin, Người hầu, Người lính

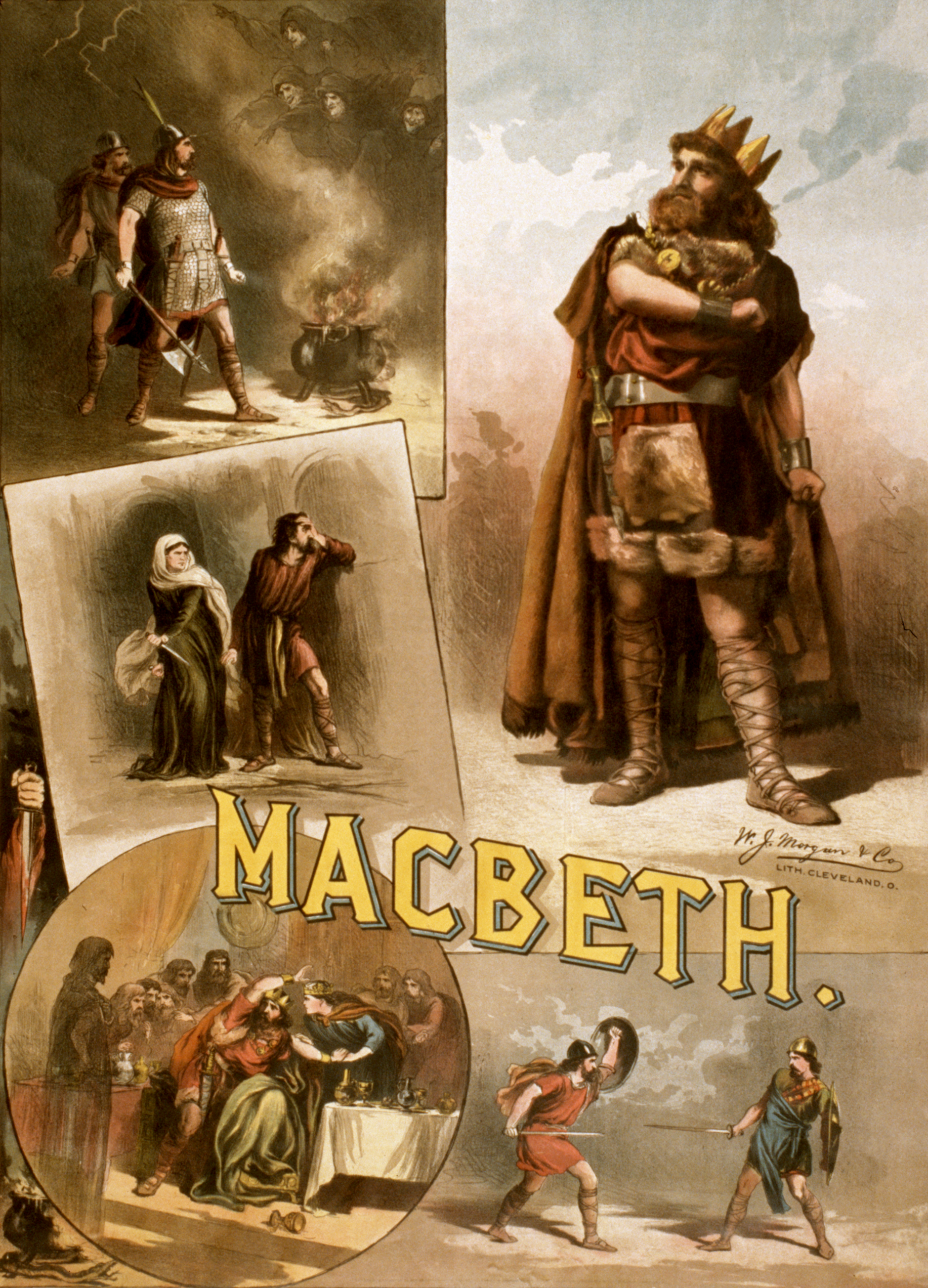
Bích chương quảng cáo cho một vở diễn năm 1884 tại Hoa Kỳ.

## Chuyển thể
Vở opera của Giuseppe Verdi